# Diócesis de Mohale's Hoek
La diócesis de Mohale's Hoek (en latín: Dioecesis Mohaleshoeken(sis) y en inglés: Roman Catholic Diocese of Mohale's Hoek) es una circunscripción eclesiástica latina de la Iglesia católica en Lesoto, sufragánea de la arquidiócesis de Maseru. La diócesis tiene al obispo John Joale Tlhomola, S.C.P. como su ordinario desde el 11 de febrero de 2014. 

## Territorio y organización
La diócesis tiene 5799 km² y extiende su jurisdicción sobre los fieles católicos de rito latino residentes en los distritos de Mafeteng y Mohale's Hoek.
La sede de la diócesis se encuentra en la ciudad de Mohale's Hoek, en donde se halla la Catedral de San Patricio.
En 2019 en la diócesis existían 19 parroquias.

## Historia
La diócesis fue erigida el 10 de noviembre de 1977 con la bula Ut fert creditum del papa Pablo VI separando territorio de la arquidiócesis de Maseru.

## Estadísticas
De acuerdo al Anuario Pontificio 2020 la diócesis tenía a fines de 2019 un total de 432 300 fieles bautizados.
| Año                                                                             | Población            | Población | Población      | Sacerdotes | Sacerdotes    | Sacerdotes    | Bautizados por sacerdote | Diáconos permanentes | Religiosos | Religiosos | Parroquias |
| Año                                                                             | Bautizados católicos | Total     | % de católicos | Total      | Clero secular | Clero regular | Bautizados por sacerdote | Diáconos permanentes | Varones    | Mujeres    | Parroquias |
| ------------------------------------------------------------------------------- | -------------------- | --------- | -------------- | ---------- | ------------- | ------------- | ------------------------ | -------------------- | ---------- | ---------- | ---------- |
| 1980                                                                            | 95 672               | 210 800   | 45.4           | 20         | 4             | 16            | 4783                     |                      | 22         | 131        | 13         |
| 1990                                                                            | 117 050              | 253 000   | 46.3           | 16         | 6             | 10            | 7315                     |                      | 11         | 116        | 19         |
| 1999                                                                            | 226 260              | 502 800   | 45.0           | 18         | 10            | 8             | 12 570                   |                      | 13         | 75         | 14         |
| 2000                                                                            | 227 639              | 502 800   | 45.3           | 22         | 12            | 10            | 10 347                   |                      | 14         | 86         | 15         |
| 2001                                                                            | 241 157              | 512 856   | 47.0           | 19         | 9             | 10            | 12 692                   |                      | 12         | 83         | 14         |
| 2002                                                                            | 250 220              | 512 896   | 48.8           | 17         | 8             | 9             | 14 718                   |                      | 12         | 85         | 14         |
| 2003                                                                            | 300 264              | 615 495   | 48.8           | 26         | 9             | 17            | 11 548                   |                      | 20         | 107        | 15         |
| 2004                                                                            | 306 248              | 533 595   | 57.4           | 21         | 12            | 9             | 14 583                   |                      | 12         | 79         | 15         |
| 2007                                                                            | 324 991              | 658 687   | 49.3           | 18         | 13            | 5             | 18 055                   |                      | 14         | 85         | 19         |
| 2013                                                                            | 471 300              | 695 000   | 67.8           | 21         | 11            | 10            | 22 442                   |                      | 31         | 104        | 20         |
| 2016                                                                            | 427 600              | 713 000   | 60.0           | 22         | 8             | 14            | 19 436                   |                      | 26         | 154        | 20         |
| 2019                                                                            | 432 300              | 720 870   | 60.0           | 26         | 9             | 17            | 16 626                   |                      | 29         | 62         | 19         |
| Fuente: Catholic-Hierarchy, que a su vez toma los datos del Anuario Pontificio. |                      |           |                |            |               |               |                          |                      |            |            |            |

## Episcopologio
- Sebastian Koto Khoarai, O.M.I. † (10 de noviembre de 1977-11 de febrero de 2014 retirado)
- John Joale Tlhomola, S.C.P., desde el 11 de febrero de 2014